# 零～刺青之声～
《零～刺青之声～》是电子游戏系列“零”的第三部作品。2005年发行于PlayStation 2。

## 设定
神隱
眠之巫女
鎮女巫女的照顧者之少女。所謂「鎮」，就是以鎮著有瘴氣的地方。刻上刺青的巫女，從身受無數的針刺而疼痛的肌膚，不能再回到世俗的身體之痛苦，想必會心情紛亂吧。負責支持她身心的，是被稱為「鎮女」的少女巫女。鎮女通常由４人所構成，與巫女和刻女一樣，是自鄰近的村莊選出的少女。找出像她們這樣5歲至9歲左右的童女，且自迎巫女入宮那天起，需在她身邊照顧她，不允許再次出去外面的世界，可看出是擔任巫女的談話對象。另外儀式面的任務，是舉行稱為「咎打」的儀式，將代替承受痛的人形釘打於牆上，鎮住受到刺青之痛折磨的巫女。而這些少女們最終的任務，便註定要「穿刺巫女的四肢」。此時的鎮女有冰雨、時雨、水面、雨音。年紀是冰雨>時雨>雨音>水面。其實四鎮女很好分：冰雨是長髮、雨音有紮辮子、水面有髮夾，剩下一個就是時雨。而雨音只在任務裡攻擊主角。
刻女二人一組的女性。製作紫魂之墨，刻劃刺青。刻女擔任的任務是製作紫魂之墨並為巫女刻上刺青，但為求她們徹底的完成這任務，而被強迫作肉體的犧牲。其一是為了了解刻於身體的痛，而在全身刺入無數的針。用來比擬以針刺入皮下，注入色素的過程等刻入刺青的行為。還有一個是為了讓巫女不被現世的煩惱所拘束，以身代之，挖去自己的眼睛。奪去光明的行為，是為了讓巫女喪失對俗世的想念，並也有為了在面臨刻印刺青，不會被看見的東西所迷惑，可以用更上一層的靈力刻劃紋樣。而因外力失去雙眼的她們，已經不可能再回去了。我想應該也有一旦進入久世之門的身體，就不可能再度回到俗世的戒訓意味。此外，刻女們被摘出眼球的眼窩，似乎於兩眼間交叉通過兩條麻繩，但關於此的正確理由現在已找不到。因為不單只是將眼睛堵塞，左右兩邊以繩子聯繫捆上的形貌，關閉的感覺，換句話說，可以想像成是將這個與俗世連繫的肉體，變成只連繫巫女一個人的世界的意義。
紫魂之儀以生血和死血的朱和藍混在一起作為紫魂之墨，這些紫魂之墨是用作刻柊用的。把柊移到巫女身上，當柊枯後紫魂之墨會就流到涯之流水去。
刺魂之儀用紫魂之墨在巫女身上刻上「柊」，而刻有柊的巫女就要背負著鎮守常夜海的使命。
咎打鎮女釘打紫魂之墨染過的人形，唱著子守唄祈禱。祈求著巫女的安心。
身切在砌祠內，巫女身上的柊映在蛇目之鏡裏，親手打破自己的對一切的思念。經過終之路，到奈落，巫女會在棘獄中永遠沉睡。
戒之儀以刺青木穿過巫女的身體。永遠地鎮守，在狹間永遠地睡眠。
破戒巫女自夢中醒來，而令刺青刻入巫女之眼。在傳說中，鏡子有反彈的效果，而眼睛就有著鏡子般的效果。意指以刺青刻上的痛，返回納痛的人們的狀況。痛返回時，刺青擁有蛇所擁有的神之力，會向痛的本來持有者襲去，被認為是絕對的禁忌，為了防止這情形發生而用盡所有手段。
逆身剝刺青的剝奪。一旦接受刺青，卻無法切斷對世俗的想念時，他們將會被剝下巫女存在的意義－刺青的真皮，將巫女「流放」，即是被殺的樣子。舉行對成為巫女卻無法切斷留戀的巫女之懲罰，稱為「逆身剝」的行為。被剝下來的皮膚，被收納於祠，為巫女鎮魂以及戒示下一位巫女。至於稱為「逆身剝」是因為平常剝皮是從屁股開始，而逆身剝是反過來，從頭頂開始。
久世宮
狹間之宮為防止破戒擴張的建築物。萬一引起破戒時，為了防止它向外界擴張，採行將社全體以巨大的建築物覆蓋的方法，狹間之宮的名字意即將久世之宮非置於此世，而是留在那邊的世界。並不只有用物理性的與外界隔離，還使用人柱的呪術之手段，與招致破戒的巫女一起沉入黃泉。以狹間之宮完全覆蓋，此外再施以二重三重的包圍，與外界完全的被遮斷的久世家，變成擁有非常複雜構造的巨大屋子。
柊即「痛」，是巫女所承受的東西。就是承受人們思念的痛，化為「柊」刻在巫女身上。
御神石守深紅的固有機能，當受傷或是攻擊怨靈時可以恢復計量表，開啟時會產生力場放慢時間。
祓瘴燈火十之刻之後，畫面被瘴氣所蒙蔽。這時需要祓瘴燈火來吹散瘴氣，燈火熄滅後被刺青巫女追殺。

## 故事
傳聞若對往生者有著強烈的思念，則會透過夢境相會，在思念驅使下會追逐通往三途河的故人，若踏進冥界，入睡的人將失去意識，那份思念也換轉換成痛苦與怨念，會日積月累，最後會爆發。
東北的久世家由於建於三途河上，為此舉行紫魂儀式，將對往生者的思念與痛苦化成紫魂之墨，以刺青的方式刻在巫女身上，當刺青遍佈全身時，則會以咎打的方式(釘上巫女的手腳)以祈禱巫女安息(即是使巫女帶著這些對往生者的思念從此永遠沉睡)。在某次舉行儀式時，巫女零華因目睹情人慘亡而心緒大亂，強烈的思念轉換成怨恨的瘴氣，令其「醒過來」(醒過來的時候，刺青在眼部浮現，就會像鏡子一樣把怨念反射出來)，發生「破戒」。瘴氣因此而爆發，久世家的當主久世夜舟不單被反彈的怨念擊中，而且瘴氣慢慢侵占久世家，於是久世夜舟接受木工頭的建議，擴建久世家，甚至使用人柱(即殺人並埋於建築物中，以該人的靈魂壓抑住瘴氣)，但仍然未完全壓抑瘴氣，最後久世家變成沉眠之家，久世夜舟等人變成怨靈。並吸引對往生者有所思念的人進入，這些對往生者有思念的人，會被零華詛咒染上刺青，每天睡覺的時候會進入沉眠之家，並追逐思念的故人。久而久之，刺青會隨著進一步深入沉眠之家而逐漸侵蝕皮膚，最後刺青會侵佔全身，受害者會黑灰化，靈魂永遠被困在沉眠之家而變成怨靈，於是這個傳說變成都市傳說。
黑澤怜在沖洗日前拍攝廢棄古宅的照片時，看見因車禍過世的未婚夫優雨的身影，至此之後只要入睡便會進入沉眠之家，除了她之外，還有因思念哥哥的深紅及擔憂姪女澪的螢都踏進於此，遊戲由此揭開序幕。

## 音乐
主题歌《声》由天野月子演唱。

## 评价
《刺青之声》获得积极评价。在GameRankings和Metacritic上的汇总得分为79%和78/100。